# Dendrobium wangliangii
Dendrobium wangliangii är en orkidéart som beskrevs av G.W.Hu, C.L.Long och Xiao Hua Jin. Dendrobium wangliangii ingår i släktet Dendrobium, och familjen orkidéer. Inga underarter finns listade i Catalogue of Life.